# Högsäter
Högsäter is een plaats in de gemeente Färgelanda in het landschap Dalsland en de provincie Västra Götalands län in Zweden. De plaats heeft 744 inwoners (2005) en een oppervlakte van 105 hectare. Door de plaats loopt de rivier de Valboån.

## Verkeer en vervoer
Bij de plaats loopt de Länsväg 172.

## Geboren
- Jan Ottosson, Olympisch kampioen langlaufen